# Nick Hayek, Jr.
George Nicolas Hayek, conocido como Nick Hayek (nacido el 23 de octubre de 1954), hijo del empresario Nicolas Hayek (1928-2010), es un hombre de negocios suizo de origen familiar libanés, director ejecutivo del Grupo Swatch y miembro de la junta directiva de la compañía relojera.

## Semblanza
George Nicolas Hayek nació en Argelia en 1954, siendo el segundo hijo del empresario libanés Nicolas Hayek (cofundador del Grupo Swatch) y de la suiza Marianne Mezger. La pareja se había casado en 1951, y tuvo dos hijos, Nayla y George Nicolas. En 1964, la familia se mudó a Meisterschwanden, un pueblo a 35 kilómetros al oeste de Zúrich, donde fijó su residencia.
Asistió al Instituto Montana Zugerberg en la localidad de Zug. Tras graduarse de la escuela secundaria, Hayek estudió mercadotecnia en la Universidad de San Galo durante dos años (aunque no llegó a graduarse), y fue pasante en la fundición de su abuelo durante medio año. Después, pasó cinco años en París, donde estudió en la Academia de Cine y fundó una productora. Se dice que el punto culminante de su carrera como director fue la película Family Express (1992), con Peter Fonda como actor principal.
En 1996 asumió la dirección del Grupo Swatch, y en 2003 reemplazó como director general de la compañía a su padre, quien a su vez continuó como presidente del consejo de administración del grupo. En mayo de 2010 se incorporó al consejo de administración del grupo

## Filmografía
- Monovergaste (los invitados a las maniobras), cortometraje presentado en el Festival de Cannes de 1981 (dirección, guion y diálogos de G. Nicolas Hayek)
- Family Express (1991), película dirigida por Hayek y protagonizada por el actor estadounidense Peter Fonda y la actriz española Victoria Vera.[5]